# Challenger WTA de Guadalajara 2024
El Guadalajara 125 Open 2024 fue un torneo de tenis profesional jugado en canchas duras al aire libre. Se trató de la 4ª edición del torneo y formó parte de los Torneos WTA 125s en 2024 (degradado del estatus WTA 250 de las dos ediciones anteriores). Se llevó a cabo en Guadalajara, México, entre el 2 al 8 de septiembre de 2024.

## Cabezas de serie

### Individuales
| Tenista           | Ranking | Preclasificada |
| Anna Schmiedlová  | 87      | 1              |
| Martina Trevisan  | 90      | 2              |
| Renata Zarazúa    | 92      | 3              |
| Tatjana Maria     | 99      | 4              |
| Kamilla Rakhimova | 104     | 5              |
| Emina Bektas      | 116     | 6              |
| Alycia Parks      | 117     | 7              |
| Julia Riera       | 120     | 8              |
| Maya Joint        | 135     | 9              |

- Ranking del 26 de agosto de 2024.

### Dobles
| Tenista                               | Ranking | Preclasificada |
| Angelica Moratelli Sabrina Santamaria | 165     | 1              |
| Katarzyna Piter Fanny Stollár         | 182     | 2              |

## Campeonas

### Individuales femeninos
Kamilla Rakhimova venció a  Tatjana Maria por 6–3, 6–7(5), 6–3

### Dobles femenino
Katarzyna Piter /  Fanny Stollár vencieron a  Angelica Moratelli /  Sabrina Santamaria por 6–4, 7–5